# Medeón (Acarnania)

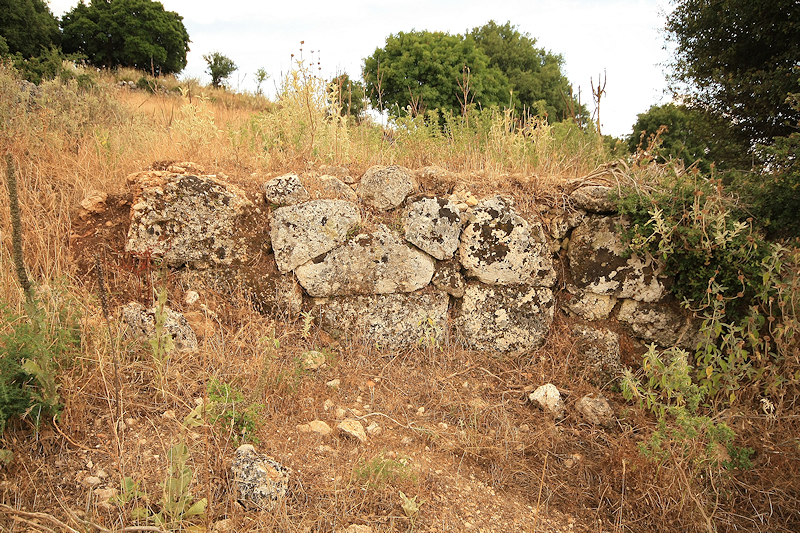
Ruinas de la muralla de Medeón

Medeón o Medión (en griego, Μεδεών) es el nombre de una antigua ciudad griega de Acarnania actualmente situada cerca del pueblo de Katouna. 
Es citada por Tucídides en el marco de la guerra del Peloponeso como un lugar que atravesó el ejército espartano bajo el mando de Euríloco, entre Fitia y Limnea, cuando se dirigían a Olpas en 426 a. C.
Según relata Polibio, hacia el año 231 a. C. la ciudad fue sitiada por la liga Etolia pero recibió ayuda de parte de un ejército enviado por el rey de Iliria, por mediación de Demetrio II de Macedonia y así pudieron derrotar a los etolios.
Es mencionada también por Tito Livio en el marco de la Guerra romano-siria que señala que, en el año 191 a. C., la ciudad de Medión se disponía a consultar ante el consejo de Acarnania si debían apoyar a los romanos o a Antíoco III el Grande, pero antes de que pudieran hacer la consulta se presentó este último en la ciudad con su ejército y los habitantes de Medión, tanto los que le apoyaban como los que se le oponían, se le unieron.